# Nang
Nang är ett härad (dzong) som lyder under Nyingtri i Tibet-regionen i sydvästra Kina.